# Bobrof Island
Bobrof Island ist eine kleine unbewohnte Vulkaninsel der Andreanof Islands, die zu den Aleuten gehört. Die etwa 4 km lange Insel liegt zwischen Kanaga Island und Tanaga Island.
Bobrof wurde 1852 von Mikhail Tebenkov als „Ostrov Bobrovoy Vilga“, zu Deutsch Otter-Insel, erstmals in den Seekarten verzeichnet.
Die Insel besteht hauptsächlich aus dem gleichnamigen Bobrof-Vulkan. Dieser, ein Schichtvulkan, hat in der Vergangenheit sowohl explosive Ausbrüche, die pyroklastische Ströme, hauptsächlich aus Andesit erzeugten, wie auch effusive Ausbrüche produziert. Genauere Angaben zu seinen letzten Ausbrüchen können nicht gemacht werden, jedoch wird er als neuzeitlichen Ursprungs eingeschätzt.